# National Reconnaissance Office

Het logo

Het National Reconnaissance Office (NRO), gesitueerd in Chantilly, Virginia, is een van de 17 inlichtingendiensten van de Verenigde Staten. Deze dienst ontwerpt, bouwt en bedient de spionagesatellietten voor de regering van de VS. Ook coördineert hij de verzameling en analyse van informatie die is verkregen met behulp van de satellieten en vliegtuigen van militaire diensten en de Central Intelligence Agency. 
Het bureau wordt gefinancierd door het National Reconnaissance Program, wat weer onderdeel is van het National Foreign Intelligence Program. Het NRO is een onderdeel van het Department of Defense. 
De organisatie werkt nauw samen met haar inlichtingen- en ruimtepartners, waaronder de National Security Agency (NSA), de National Gespatial-Intelligence Agency (NGA), de Central Intelligence Agency (CIA), de Defense Intelligence Agency (DIA), de United States Strategic Command, Naval Research Laboratory en andere hoge instanties en organisaties. Het NRO is verantwoordelijk voor het bedienen van Ground Stations die inlichtingen afkomstig van satellieten verzamelen en doorsturen.

## Geschiedenis
De organisatie werd opgericht in 1960 met als doel de revolutionaire satellietsystemen voor het land te ontwerpen. Zij werd ondersteund door Dwight D. Eisenhower in februari 1958 nadat de Sovjet-Unie de Spoetnik had gelanceerd. De behoefte aan een dergelijke organisatie kreeg een hogere prioriteit nadat Gary Powers was neergeschoten in een Lockheed U-2 op 1 mei 1960. 
De eerste spionagesatelliet van het NRO heette "Corona". Het Corona programma, dat niet langer geheim werd verklaard op 24 februari 1995, bestond van augustus 1960 tot mei 1972, hoewel de eerste testvlucht plaatsvond op 28 februari 1959. Het Corona systeem gebruikte filmcapsules die door de satelliet werden gedropt en in de lucht werden opgevangen door militaire vliegtuigen. De eerste succesvolle recovery uit de ruimte (Discoverer XIII) vond plaats op 12 augustus 1960 en de eerste foto uit de ruimte werd zes dagen later getoond. De resolutie van de eerste plaatjes was 8 meter, wat later verbeterd werd tot 2 meter. Individuele foto's behelsden over het algemeen een gebied van ongeveer 16 bij 190 km. De laatste Corona missie (de 145e) werd gelanceerd op 25 mei 1972 en de laatste foto's werden genomen op 31 mei 1972. 
Van mei 1962 tot augustus 1964 voerde het NRO 12 missies uit als onderdeel van het "Argon" systeem. Slechts zeven van deze missies waren succesvol. 
In 1963 voerde het NRO een missie uit met hogere resolutie camera's, als onderdeel van het "Lanyard"-programma. Het Lanyard-programma vloog een succesvolle missie.
Missies sinds 1972 zijn nog steeds geheim en delen van vroegere programma's zijn nog altijd niet beschikbaar voor het publiek.
Het bestaan van het NRO werd niet langer geheim verklaard door de Vice-minister van Defensie op 18 september 1992, op aanraden van de Director of Central Intelligence. 
In 1999 begon het NRO een project met Boeing genaamd Future Imagery Architecture voor de bouw van een nieuwe generatie spionagesatellieten.

## Organisatie
Het NRO is onderdeel van het Department of Defense. De directeur wordt aangesteld door de Secretary of Defense met instemming van de Director of National Intelligence, zonder bevestiging door het Congres. Traditioneel wordt de positie gegeven aan de onderminister van de Luchtmacht of de assistent minister voor de luchtmacht voor de ruimte, maar met de benoeming van Donald Kerr als directeur van de NRO in juli 2005, is deze functie onafhankelijk geworden. Het personeel van het NRO bestaat onder meer uit personeel van de CIA, NSA, militaire inlichtingen diensten en civiele contractanten. 

## Ruimtevaartuigen
De NRO lanceert een paar keer per jaar nieuwe ruimtevaartuigen. Typisch voor NRO-lanceringen is dat de live webcasts na twee tot drie minuten stoppen om op die manier de exacte baan van de satelliet te verhullen. De lanceringen worden aangegeven met "NROL" gevolgd door een nummer. De echte naam van de satelliet en de functie worden niet vermeld. De lanceertuigen hiervoor zijn tegenwoordig NSSL-gecertificeerde draagraketten. NRO-satellieten behoren vaak tot de zwaarste of grootste ter wereld en daardoor zijn zes van de tot nog toe uitgevoerde negen Delta IV Heavy-vluchten in opdracht van de NRO. De Delta IV Heavy was tot 2018 de krachtigste beschikbare raket op de wereld. Inmiddels is dat de Falcon Heavy die heeft, zelfs met de vergrote neuskegel, iets minder lanceervolume dan de toekomstige Vulcan Heavy die als opvolger van de Delta IV Heavy geldt.
Hieronder volgt een incomplete lijst met NRO-Satellieten

- Keyhole serie—foto-missies:
  - KH-1, KH-2, KH-3, KH-4, KH-4A, KH-4B Corona (1959–1972)
  - KH-5—Argon (1961–1962)
  - KH-6—Lanyard (1963)
  - KH-7—Gambit (1963–1967)
  - KH-8—Gambit (1966–1984)
  - KH-9—Hexagon en Big Bird (1971–1986)
  - KH-10—Dorian (geannuleerd)
  - KH-11—Crystal en Kennan (1976–1988)
  - KH-12—Ikon en Improved Crystal (1990?–)
  - KH-13—(1999?)
- Samos—foto-missies (1960–1962)
- Poppy ELINT programma (1962–1971) verlengde Naval Research Laboratory's GRAB (1960–1961)
- Jumpseat (1971-1983) en Trumpet (1994-1997) SIGINT
- Lacrosse/Onyx—radar fotografie (1988–)
- Canyon (1968-1977), Vortex/Chalet (1978–1989) and Mercury (1994-1998)—SIGINT inclusief COMINT
- Rhyolite/Aquacade (1970–1978), Magnum/Orion (1985–1990), en Mentor (1995-2003)—SIGINT
- Quasar, communications relay
- Misty/Zirconic -- stealth IMINT